# Gary Paffett

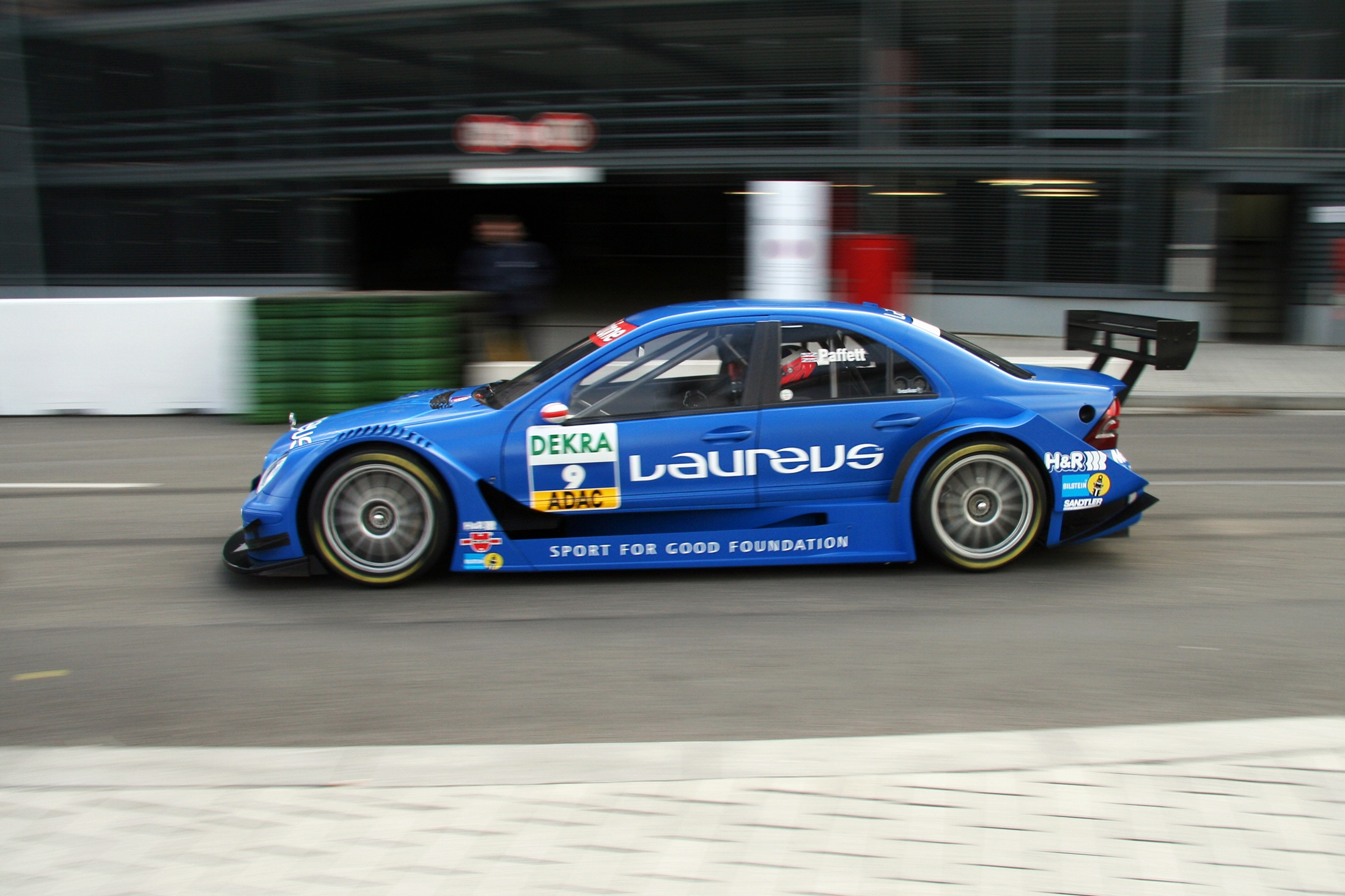
Gary Paffett w Deutsche Tourenwagen Masters (2007)

Gary Paffett (ur. 24 marca 1981 w Bromley) – brytyjski kierowca wyścigowy, kierowca testowy zespołu McLaren w Formule 1, a także kierowca zespołu Mercedes-Benz w serii DTM. Jest laureatem nagrody McLaren Autsoport BRDC w kategorii Nagroda dla najlepszego młodego kierowcy w 1999 roku.

## Życiorys

### Wczesne lata
W 1993 r. rozpoczął starty w Brytyjskich Mistrzostwach Kadetów i zajął trzecią pozycję. Rok później przeniósł się do Brytyjskich Mistrzostw TKM Juniorów zajmując drugą pozycję. W roku 1995 wygrał te mistrzostwa, zajmując jednocześnie drugą pozycję Europejskich Mistrzostwach ICA Juniorów. W 1996 r, zdobył nagrodę McLaren Mercedes Karting Champion of the Future, a w Brytyjskich Mistrzostwach ICA Juniorów uplasował się na drugiej pozycji. W 1997 r. wygrał Zimową Serię Mistrzostw Formuły Vauxhall Juniorów, zdobywając nagrodę dla najlepszego debiutanta. Rok później zdobył tytuł w serii Formułą Vauxhall Juniorów w klasie B, mając na swoim koncie 13 najszybszych okrążeń, 13 pole position, 13 wygranych w 13 wyścigach. Ustanowił także rekord okrążenia toru co nigdy nie zdarzyło się w przypadku samochodu klasy B. Awansował do wyższej klasy tej serii i wygrał ją, ustanawiając dwa rekordy toru, odnosząc cztery zwycięstwa, zdobywając pięć najszybszych okrążeń i trzy pole position. W tym samym roku zdobył nagrodę McLaren Autosport BRDC.

### Formuła 3
W 2000 roku Paffett wygrał Srebrną nagrodę BRDC. Był najmłodszym, który został zdobywcą tej nagrody. W tym samym roku wygrał Formułę 3 w klasie Scholarship wygrywając 13 wyścigów, ustanawiając 13 najszybszych okrążeń i zdobywając 13 pole position. W 2001 roku. startował w Niemieckiej Formule 3 w zespole wyścigowych Keke Rosberga kończąc sezon na 6. miejscu. W następnym roku zdominował serię, nie tracąc prowadzenia w mistrzostwach.

### DTM
W 2003 roku przeniósł się do serii DTM z zespołem Rosberg Mercedes AMG. Zajął 11 pozycję. Rok później był drugi w samochodzie AMG-Mercedes C-klasy zespołu HWA. Wygrał cztery wyścigi, zdobył jedno pole position. W trzecim sezonie startów zdobył tytuł mistrzowski wygrywając pięć wyścigów i zdobywając cztery pole position. W tym samym roku podpisał kontrakt jako kierowca testowy zespołu McLaren w Formule 1.

### Formuła 1
Decyzję o wycofaniu z DTM ogłosił w grudniu 2005 roku, zamiast tego postanowił w pełni oddać się roli kierowcy testowego McLarena w sezonie 2006. Do ścigania w serii DTM powrócił w sezonie 2007.

## Życie prywatne
Wraz ze swoją żoną i synem mieszka w Haverhill.